# Carl-Anders Hernek
Carl-Anders Hernek född 19 juni 1926, död 28 december 2009 i Morlanda församling, Västra Götalands län, var en svensk arkitekt.
1950 startade Hernek och Håkan Lindsten arkitektfirman Hernek-Lindsten i Uddevalla som sedermera blev Hernek-Lindsten-Mohlin. Firman bidrog i väsentlig grad till Uddevalla Centrums modernisering under efterkrigstiden, med tolv uppförda projekt. På 1960-talet intresserade sig Hernek för en sorts serietillverkning av småkyrkor, vilket ledde till uppförandet av Vrångö kyrka (1961). Han kom att rita en mängd småkyrkor så som Bleketkyrkan (1963), Otterbäckens kyrka (1965), Kastalakyrkan (1969), Bäve kyrka (1973), Kristinedalkyrkan (1971), Blåsutkyrkan (1974) och Sommarhemskyrkan (1984).

## Bilder

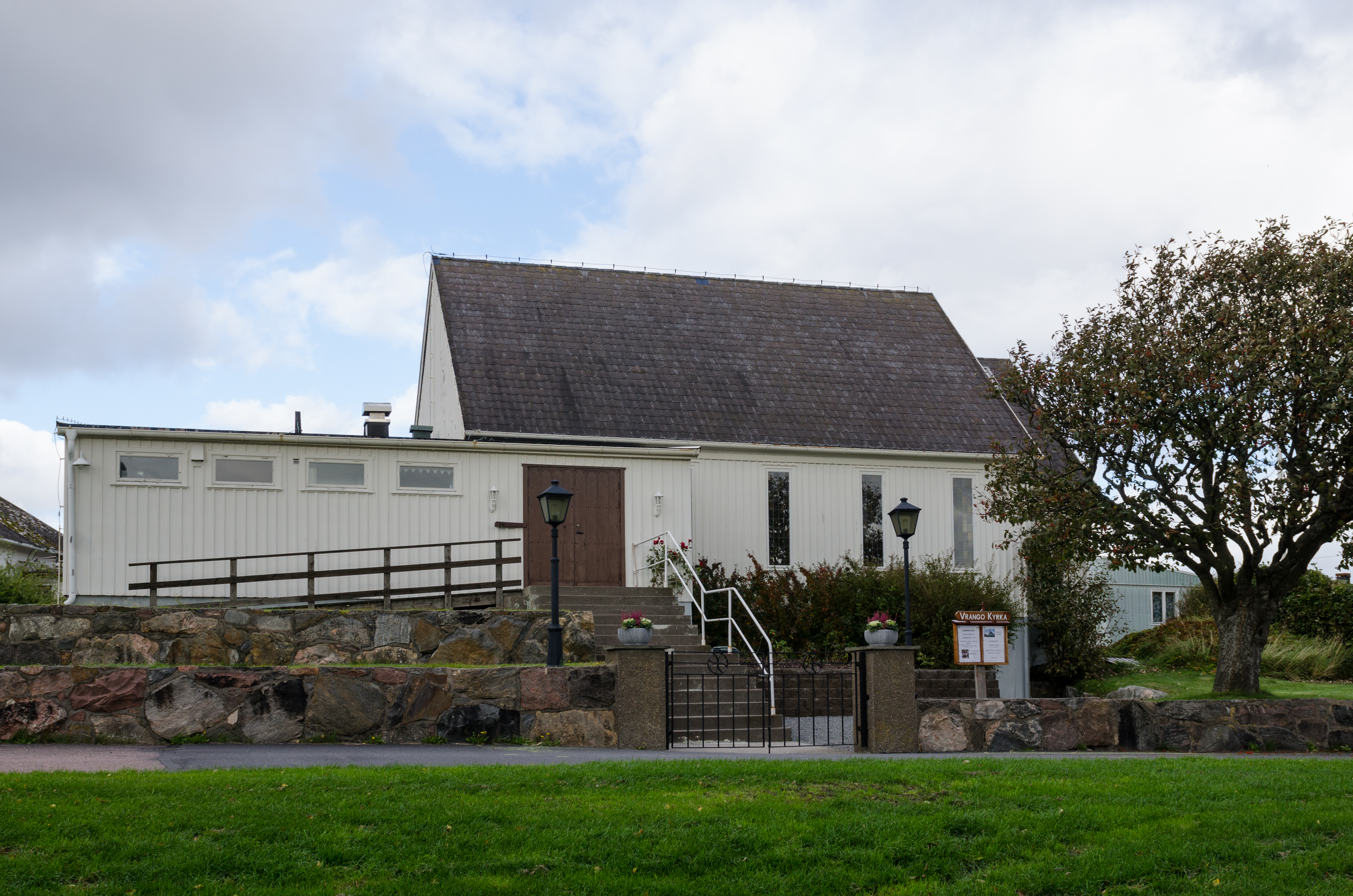
Vrångö kyrka
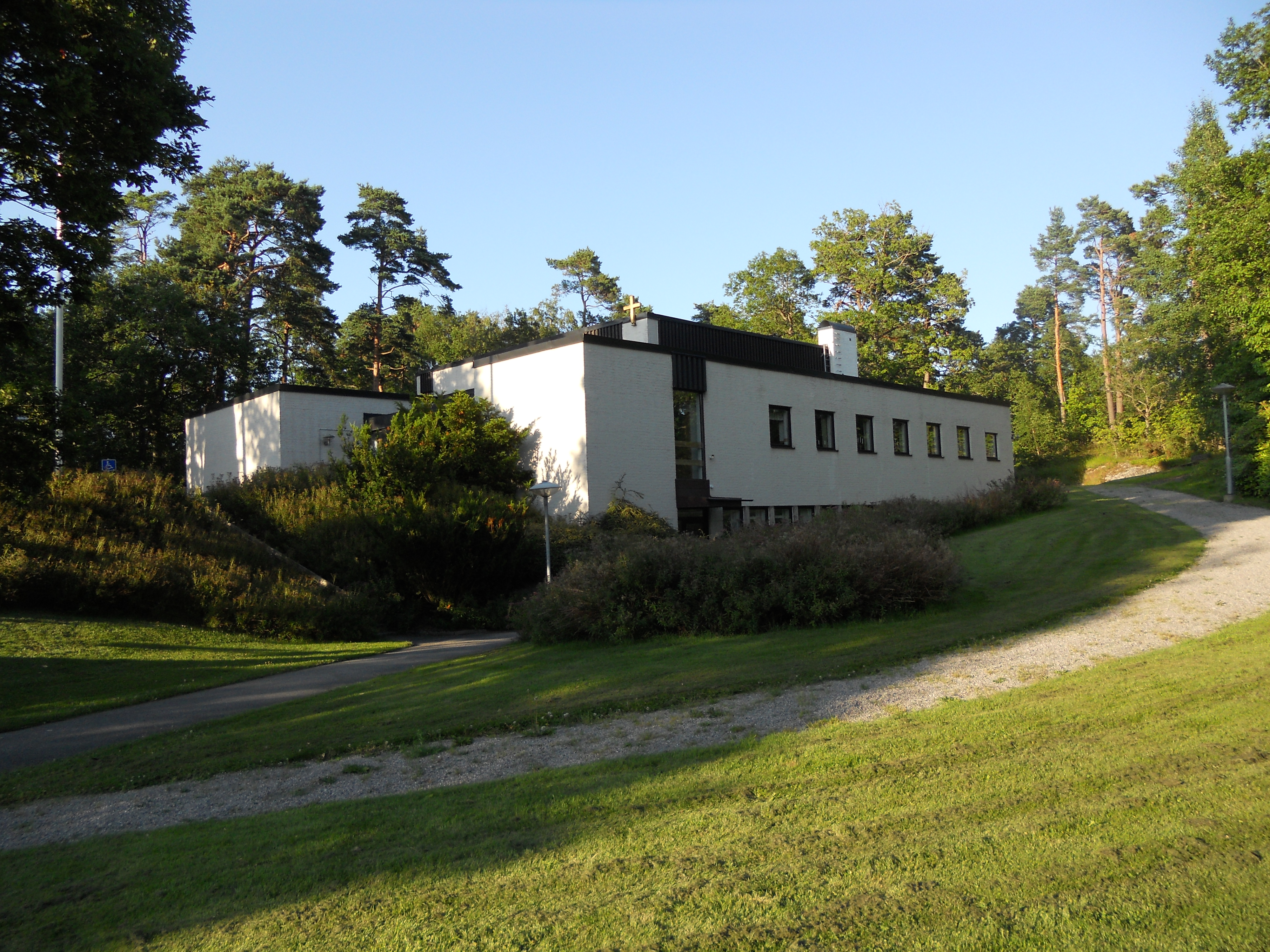
Blåsutkyrkan
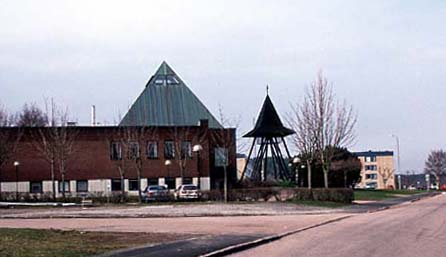
Kastalakyrkan
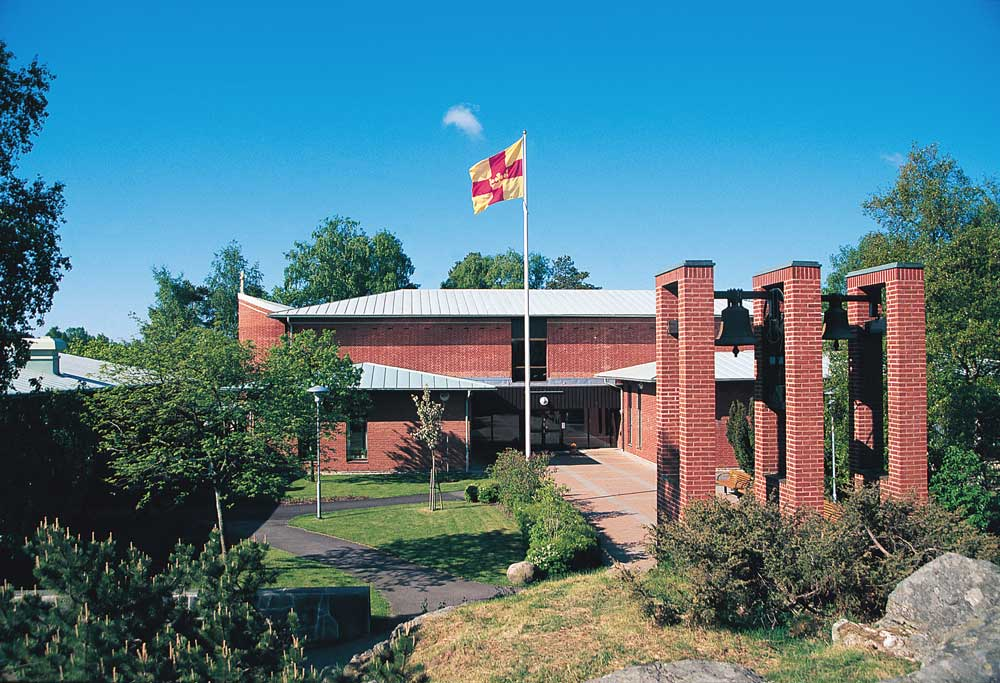
Kristinedalkyrkan
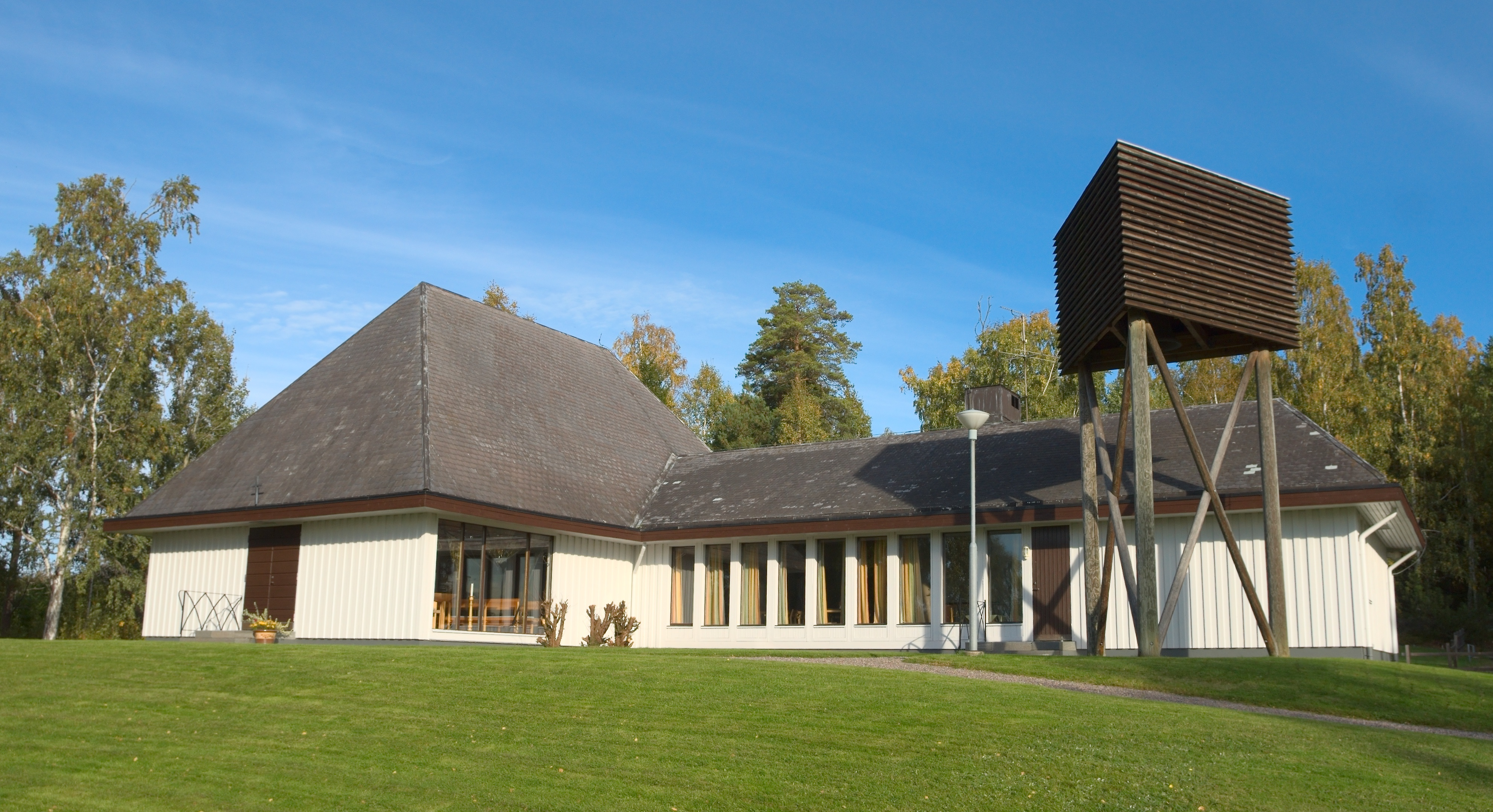
Otterbäckens kyrka